# Aviação (Praia Grande)
Aviação é um bairro da cidade litorânea de Praia Grande, no Estado de São Paulo, no Brasil.

## Clube de Praia São Paulo
Em 1927, uma grande área da cidade começou a ser aterrada para a construção do Aero Club de Santos, inaugurado só em 1936. Este aeroclube ficou conhecido como Campo da Aviação. Foi ele que deu nome ao bairro.
Nos primeiros anos de Praia Grande como cidade emancipada, um dos primeiros moradores do bairro, proprietário de um grande terreno e perspicaz a ponto de perceber que o novo município sofreria especulação imobiliária, criou o Clube de Praia São Paulo a partir da divisão da área.
Após um longo período de glórias, ao final da década de 1990 o Clube passou a enfrentar uma grave crise financeira, à exemplo de outros clubes da Baixada Santista, sendo cogitado inclusive declarar a falência em 2003. Essa possibilidade surgiu devido ao crescimento da dívida e à queda de arrecadação do clube, que chegou sofrer cortes no fornecimento de água e luz e ser gerido por uma Junta Provisória. Nos últimos anos o Clube vem se reerguendo, sediando uma unidade do Rotary (Novo Tempo) e investindo em esportes (é referência nacional em patinação e representa a cidade no vôlei através da equipe do Praia Grande/PMEBPG) e entretenimento para a juventude (realizando cursos de DJ e realizando baladas.

## Praças Administrativas da Aviação
- Aero Club;
- Burguesinha;
- Clube de Praia São Paulo (CPSP);
- Elizeu Xavier;
- Guadalajara;
- Integração;
- Japão;
- Jorge Hagge;
- Monte Castelo;
- Presidente Kennedy.